# Sonda Génesis

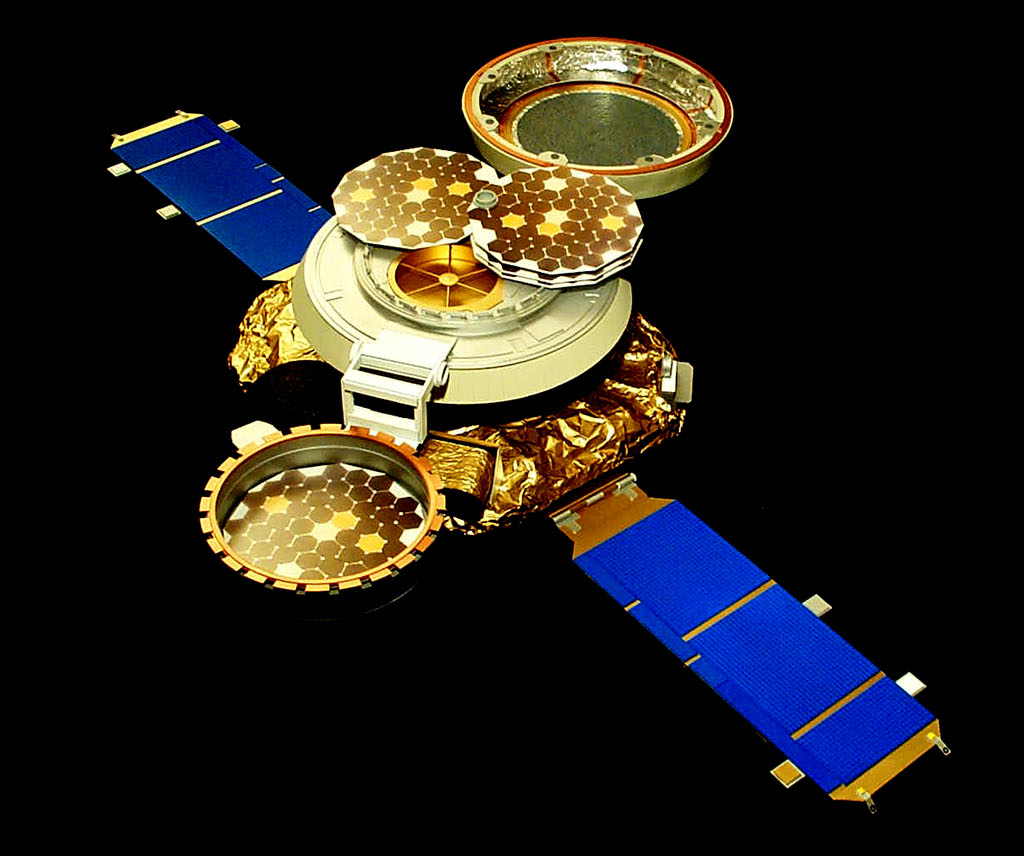
En modo de recepción, La sonda Génesis recogiendo información del flujo de viento solar. (Cortesía NASA/JPL-Caltech).

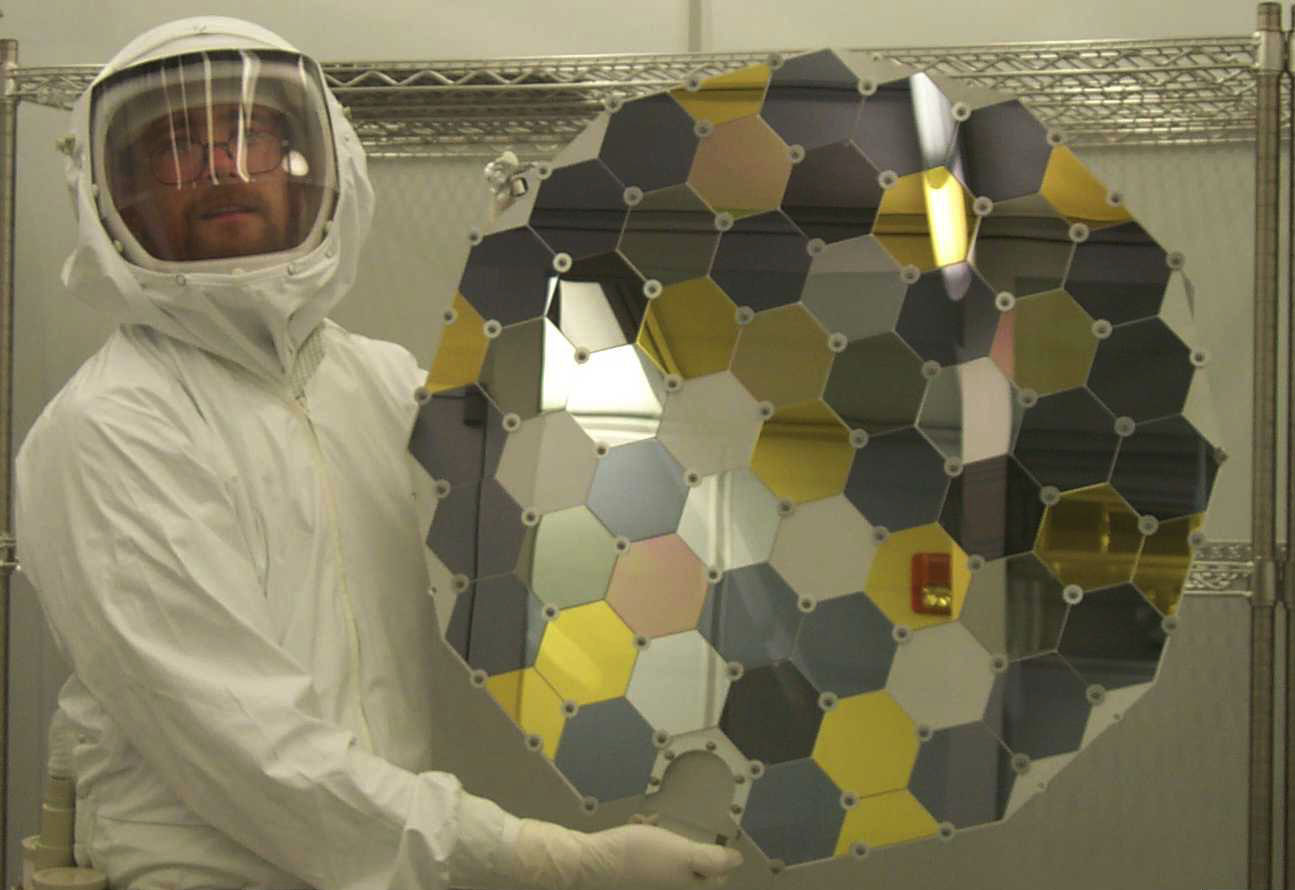
El colector de la sonda Génesis en forma de rejilla de planchas de silicio ultrapuro, oro, zafiro, diamante y otros materiales.

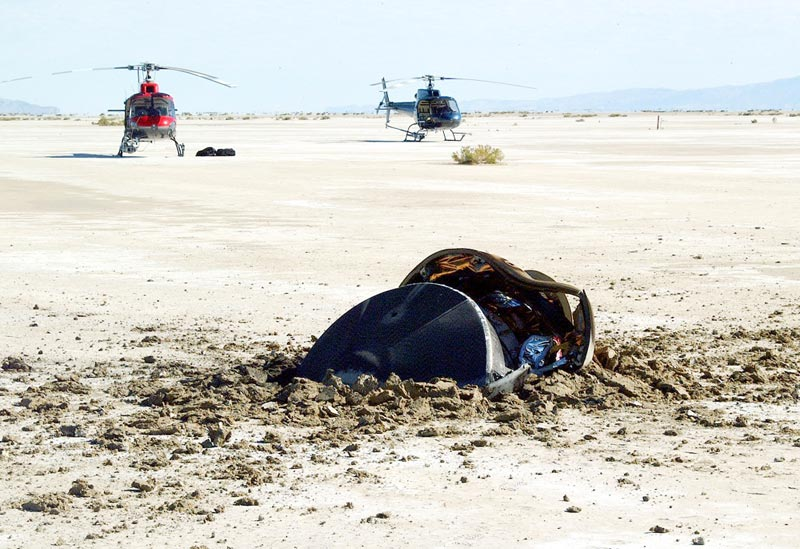
Imagen del impacto de la Génesis contra el suelo tras el fallo del paracaídas.

La misión Génesis era la primera tentativa de recoger una muestra de viento solar, y la primera que volviese desde más allá de la órbita de la Luna. La sonda fue lanzada el 8 de agosto de 2001, y se estrelló en tierra el 8 de septiembre de 2004 después de que un defecto de diseño impidiese el despliegue de su paracaídas. El desplome contaminó a muchos de los colectores de muestras, pero el proceso posterior pudo aislar muestras útiles, y en abril de 2005 se pudieron cumplir algunos de los objetivos de la ciencia que intentaba desentrañar.

## Misión
La NASA lanzó la sonda en el cohete un delta II el 8 de agosto de 2001 a las 16:13 UTC 40 de cabo Cañaveral. La Génesis siguió la red interplanetaria de transporte de trayectoria complicada a una órbita caótica del halo de Lissajous en el L1 punto de Lagrange entre la Tierra y el Sol.
Entre el 3 de diciembre de 2001 hasta el 1 de abril de 2004, la sonda expuso el colector para recoger átomos del viento solar expelido por el Sol.

### Reentrada
El 8 de septiembre de 2004, la cápsula realizó su reentrada en la atmósfera  mientras que el resto de la nave espacial derivó hacia una órbita irrecuperable. Debido a un defecto de diseño en un sensor de la desaceleración, el despliegue del paracaídas no se accionó, y la nave espacial descendió frenando únicamente por acción de la resistencia del aire. La operación prevista de recuperación no podía ser realizada. La nave espacial se estrelló irremediablemente en el suelo a 86 m/s (311 km/h) en la base militar del desierto de Dugway (polígono de pruebas del ejército de Estados Unidos), a unos 50 km al oeste de la localidad de Dugway (en el condado de Tooele), a unos 120 km al suroeste de Salt Lake City (estado de Utah).